# Wietzendorf
Wietzendorf er en kommune i Landkreis Heidekreis i den centrale del af den tyske delstat Niedersachsen. Byen og kommunen har et areal på 106,88 km², og et indbyggertal på godt 4.050 mennesker (2013).

## Geografi
Wietzendorf ligger midt i trekanten mellem byerne Hamburg, Hannover og Bremen ved Bundesautobahn 7 omkring afkørslerne Soltau-Süd und Soltau-Ost. Ved Soltau-Süd ligger industriområdet Lührsbockel. Kommunen Wietzendorf ligger i nærheden af byerne Soltau, Munster og Bergen.

### Inddeling
Ud over hovedbyen Wietzendorf ligger i kommunen landsbyerne og bydelene:
Bockel med Dehnernbockel, Lührsbockel, Wroge og Lehmberg, Marbostel med Rodehorst, Meinholz , Suroide med Hexenreihe, Reddingen med Halmern og Reiningen samt Klein Amerika.